# Johan Salomon
Johan Salomon (ur. 7 maja 1997) – norweski szachista, arcymistrz od 2017.

## Kariera szachowa
W 2015 roku został mistrzem międzynarodowym, a dwa lata później uzyskał tytuł arcymistrza. Zwyciężył w mistrzostwach Norwegii w szachach w 2016 roku.
Najwyższy ranking w dotychczasowej karierze osiągnął 1 lipca 2019, z wynikiem 2514 punktów.